# Petrogale lateralis
Il wallaby delle rocce dai fianchi neri (Petrogale lateralis Gould, 1842), noto anche come wallaby delle rocce dai piedi neri o warru, è una delle sedici specie di wallaby delle rocce del genere Petrogale.

## Descrizione
L'aspetto di questo animale è piuttosto variabile: la sua colorazione nera e grigia, utile per mimetizzarsi nelle aree rocciose, tende a schiarirsi notevolmente durante l'estate. La pelliccia, corta, fitta e lanosa, è particolarmente folta attorno alla base della coda, sulla groppa e sui fianchi. La coda, lunga e cespugliosa, è di grande aiuto per bilanciare l'animale mentre salta da una roccia all'altra e le piante dei piedi, inoltre, sono fittamente tassellate per impedirgli di scivolare.
Questo wallaby vive in gruppi di 10-100 esemplari. Di solito si spinge di notte a pascolare nelle praterie, dove può trovare anche frutti, foglie e una vasta gamma di vegetali. Dato che ricava gran parte dell'acqua necessaria dalla sua dieta, beve solo molto raramente e può conservare i liquidi rifugiandosi dal calore all'interno di caverne. È maggiormente attivo quando lascia i suoi rifugi, nelle prime ore della sera. Raggiunge la maturità sessuale a 1-2 anni d'età, dopo i quali può riprodursi in ogni periodo dell'anno, a seconda delle piogge. Le femmine presentano la diapausa embrionale; lo sviluppo dell'embrione può cessare temporaneamente fino a che le condizioni ambientali non si fanno più disponibili. Il periodo di gestazione dura circa 30 giorni e, come negli altri marsupiali, il piccolo è poco sviluppato e succhia il latte all'interno del marsupio della madre fino a che non sarà pronto per lasciarlo. A differenza degli altri canguri e wallaby, le madri, quando devono nutrirsi, lasciano i propri piccoli in un luogo riparato.
La predazione da parte delle volpi e dei gatti introdotti, la distruzione dell'habitat provocata da pecore, capre e conigli e l'alterazione del regime degli incendi hanno causato il declino di questa specie. Alcuni luoghi dove sopravvive sono stati protetti e si sta tentando di portare avanti un piano di recupero. In certe aree è stato stabilito anche l'abbattimento delle volpi.

## Classificazione
Questa specie venne descritta per la prima volta da John Gould nel 1842. Oltre alla sottospecie nominale ve ne sono anche altre due:
- il wallaby delle rocce delle Recherche, Petrogale lateralis hacketti;
- il wallaby delle rocce dell'isola di Pearson, Petrogale lateralis pearsoni.

Talvolta viene riconosciuta anche un'altra sottospecie, Petrogale lateralis purpureicollis (il wallaby delle rocce dai piedi neri), descritta da Le Souef nel 1924, ma oggi si tende per lo più a considerarla una specie a parte. Altre varianti del wallaby delle rocce dai fianchi neri sono quelle dei Monti Mcdonnell e del Kimberly occidentale.

## Conservazione
Il Dipartimento dell'Ambiente e delle Risorse Idriche del Governo australiano, nonché vari enti dell'Australia Occidentale, classificano il wallaby delle rocce dai fianchi neri tra le specie «vulnerabili». La sottospecie che vive nell'Arcipelago di Recherche è stata inclusa tra le specie vulnerabili nel 2006.
In Australia Meridionale, lunedì 1º ottobre 2007, l'Adelaide Advertiser ha riportato che:
La corsa per salvare il wallaby delle rocce dai fianchi neri dall'estinzione e i programmi di riproduzione in cattività effettuati agli zoo di Monarto e Adelaide stanno dando i primi frutti.
Il Governo statale sostiene che in Australia Meridionale siano rimasti soltanto 50 esemplari di wallaby delle rocce dai fianchi neri e l'articolo dell'Advertiser descriveva il progetto di trasferire 15 esemplari allevati in cattività nella località di Pukatja / Ernabella, nell'area di Anangu Pitjantjatjara Yankunytjatjara (o Terra di «APY»), nonché a New Well, circa 300 km ad est di Adelaide.

## Bibliografia

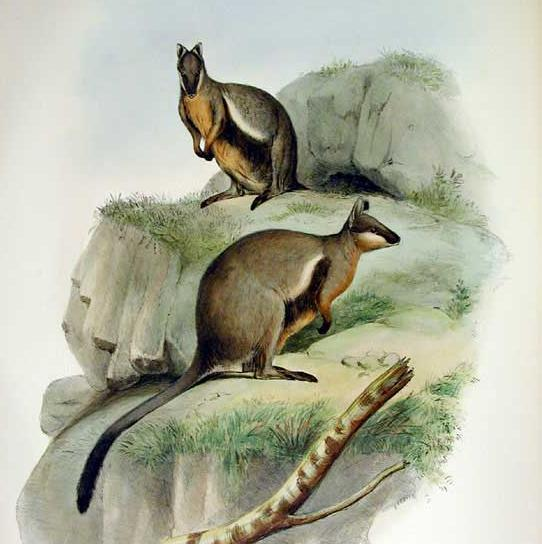
Illustrazione tratta da Mammals of Australia di Gould, 1863.